# Croisy-sur-Eure
Croisy-sur-Eure é uma comuna francesa na região administrativa da Normandia, no departamento de Eure. Estende-se por uma área de 3,98 km². Em 2010 a comuna tinha 201 habitantes (densidade: 50,5 hab./km²).